# Matheus Pereira Barbosa
Matheus Pereira Barbosa (* 15. Januar 1999) ist ein brasilianischer Fußballspieler.

## Karriere
Pereira Barbosa spielte bis 2020 bei Grêmio Esportivo Osasco. In der Winterpause der Saison 2019/20 wechselte er nach Österreich zu den Amateuren des Zweitligisten SC Austria Lustenau. Im März 2020 stand er gegen die Zweitmannschaft des FK Austria Wien auch erstmals im Profikader der Vorarlberger. Sein Debüt für die Profis in der 2. Liga gab er im Juli 2020, als er am 30. Spieltag jener Saison gegen den SKU Amstetten in der 60. Minute für Darijo Grujčić eingewechselt wurde. Nach der Saison 2019/20 verließ er den Verein.
Nach mehreren Monaten ohne Verein kehrte er im Oktober 2020 nach Brasilien zurück und wechselte zum CS Maruinense.